# Melvin Landerneau
Melvin Landerneau, né le 28 septembre 1997 au Lamentin, est un coureur cycliste sur piste français, spécialiste des épreuves de vitesse. Le 15 août 2022, il devient champion d'Europe du kilomètre aux championnats d'Europe à Munich. 

## Biographie
D'origine martiniquaise, Melvin Landerneau devient en 2013 double champion de France cadets (moins de 17 ans) en vitesse individuelle et par équipes.
En 2014, il remporte la médaille de bronze en vitesse par équipes aux championnats d'Europe juniors (moins de 19 ans) avec Benjamin Gil et Sébastien Vigier. L'année suivante, toujours chez les juniors, il devient champion de France et d'Europe en vitesse, battant à chaque fois en finale son compatriote Sébastien Vigier. Il échoue en huitième de finale des mondiaux juniors.
Landerneau a d'abord connu des difficultés lors du passage de la catégorie junior aux élites. Ainsi, les championnats nationaux 2016 ne sont pas à la hauteur de ses attentes et il n'est pas sélectionné pour les championnats du monde 2017. Lors de deux manches de la Coupe du monde 2017-2018, il termine deuxième de la vitesse, par équipes avec l'équipe de France. 
En 2018, il est sélectionné pour le tournoi de vitesse des mondiaux d'Apeldoorn, et prend la onzième place après avoir été sorti en huitième de finale. Aux championnats d'Europe espoirs 2018, il devient champion d'Europe de vitesse par équipes espoirs avec Rayan Helal et Florian Grengbo. Il devient également vice-champion d'Europe de vitesse espoirs, où il s'incline face à Helal. 
Lors des championnats d'Europe espoirs 2019, il obtient la médaille d'argent du kilomètre contre-la-montre et de la vitesse par équipes (avec Rayan Helal et Sébastien Vigier). En août, il se classe troisième du championnat de France de keirin derrière Sébastien Vigier et Quentin Lafargue.
Il est remplaçant de l'équipe de France de vitesse par équipes aux Jeux olympiques d'été de 2020 à Tokyo.
Sélectionné pour les championnats d'Europe en 2022, il remporte l'argent sur la vitesse par équipes avant de devenir champion d'Europe du kilomètre.
En 2023, il est sélectionné pour participer aux championnats du monde de cyclisme sur piste au cours de l'été.
En juillet 2024, il appartient à la liste des coureurs retenus par la Fédération française de cyclisme pour prendre part aux épreuves sur piste des Jeux olympiques. Il n'est toutefois que remplaçant.

## Palmarès

### Championnats du monde
| Édition / Épreuve              | Vitesse individuelle | Kilomètre | Vitesse par équipes |
| Apeldoorn 2018                 | 11e                  |           |                     |
| Saint-Quentin-en-Yvelines 2022 |                      | Argent    |                     |
| Ballerup 2024                  |                      |           | 5e                  |

### Coupe du monde
- 2017-2018
  - 2e de la vitesse par équipes à Pruszków
  - 2e de la vitesse par équipes à Santiago
- 2019-2020
  - 3e de la vitesse par équipes à Glasgow

### Coupe des nations
- 2022
  - 2e du kilomètre à Glasgow

### Championnats d'Europe
| Édition / Épreuve          | Kilomètre | Keirin | Vitesse individuelle | Vitesse par équipes                                          |
| Anadia 2014 (juniors)      |           |        |                      | Bronze (avec Benjamin Gil et Sébastien Vigier)               |
| Athènes 2015 (juniors)     |           |        | Or                   |                                                              |
| Montichiari 2016 (espoirs) |           |        | 4e                   |                                                              |
| Anadia 2017 (espoirs)      |           |        | 6e                   |                                                              |
| Aigle 2018 (espoirs)       |           | 7e     | Argent               | Or (avec Rayan Helal et Florian Grengbo)                     |
| Gand 2019 (espoirs)        | Argent    |        |                      | Argent (avec Rayan Helal et Sébastien Vigier)                |
| Apeldoorn 2019             |           |        |                      | Bronze                                                       |
| Munich 2022                | Or        | Bronze |                      | Argent (avec Rayan Helal, Timmy Gillion et Sébastien Vigier) |
| Granges 2023               | 6e        | 12e    |                      | Bronze (avec Timmy Gillion et Sébastien Vigier)              |
| Apeldoorn 2024             | Bronze    |        |                      |                                                              |

### Championnats de France
- 2013
  -  Champion de France de vitesse par équipes (avec Killian Evenot et Maxime Vienne)
- 2014
  - 2e de la vitesse juniors
- 2015
  -  Champion de France du keirin juniors
  -  Champion de France de vitesse juniors
- 2017
  - 2e de la vitesse
  - 3e du keirin
- 2019
  - 3e de la vitesse
  - 3e du keirin
- 2022
  -  Champion de France du kilomètre
- 2023
  -  Champion de France du kilomètre
- 2024
  - 3e du keirin